# Дакар
Дака́р (фр. Ville de Dakar, волоф Ndakaaru) — столица, крупный морской порт и крупнейший город Сенегала, расположенный на полуострове Кап-Вер (фр. Cap-Vert — зелёный мыс), на побережье Атлантического океана. Дакар является самым западным городом материковой Африки.

## Этимология
Город основан в 1857 году как французский военный пост у рыбачьей деревушки с названием Н’Дакара — «тамариск»; это название сохранил и город, выросший затем на месте деревни и слившегося с ней поста. По другим источникам, dakar — одно из названий тамаринда (Tamarindus indica), упоминаемое, в частности, в 6-томной «Жизни растений» (1974—1982) под редакцией академика А. Л. Тахтаджяна, где указано, что родина этого растения в сухих саваннах Западной Африки, и столица Сенегала названа по его местному наименованию (dakar). «Название Дакар связано с деревней Н'Дакара — в переводе: "тамариндовое дерево" — символ благополучия и могущества».

## История
Полуостров был заселён не позднее XV в. народом лебу, аквакультурной этнической группой, связанной с соседними племенами волоф и серер. Первоначальные деревни — Уакам, Нгор, Йофф и Ханн — все еще образуют заселенные в основном лебу кварталы города. В 1444 году в Дакарский залив пришли португальцы, поначалу как охотники за рабами. В 1456 году Диогу Гомеш установил мирные отношения с местным населением, и залив впоследствии стал называться «Ангра-де-Безегиш» (по имени местного правителя). Бухта Безегиш продолжала служить важной стоянкой для португальских индийских армад начала XVI века, флоты регулярно останавливались, как по пути в Индию, так и обратно, для ремонта, пополнения запасов пресной воды и закупки провизии у местных жителей. Считается, что во время одной из таких стоянок в 1501 году флорентийский мореплаватель Америго Веспуччи выдвинул свою гипотезу «Нового Света» об открытии Америки.
Португальцы в конце концов основали поселение на острове Горе (тогда известном как остров Безегиш или Пальма), который к 1536 году начали использовать в качестве базы для вывоза рабов. Однако материковая часть полуострова находилась под контролем империи Джолоф, как часть западной провинции Кайор, которая отделилась от Джолоф в 1549 году. Новая деревня лебу, названная Ндакаару, была основана прямо напротив Горе в XVII веке для снабжения европейской торговой фактории провизией и питьевой водой. Горе был захвачен Нидерландами в 1588 году, что и дало ему его нынешнее название (пишется Goeree в честь Гуре-Оверфлакке в Нидерландах). Остров переходил из рук в руки португальцев и голландцев еще несколько раз, прежде чем попал под власть англичан под командованием адмирала Роберта Холмса 23 января 1664 года и, наконец, к французам в 1677 году. Печально известный «Дом рабов» был построен в Горе в 1776 году.
В 1795 году жители лебу из Кабо-Верде восстали против правления Кайор. Новое теократическое государство, впоследствии названное французами «Республикой Лебу», было создано под руководством Диоп, мусульманской клерикальной семьи, родом из Коки в Кайоре. Столицей республики было провозглашено поселение Ндакаару. В 1857 году французы основали военный пост в Ндакаару (который они назвали «Дакар») и аннексировали республику Лебу, хотя номинально ее учреждения продолжали функционировать. Серинь (Sëriñ, «Владыка») Ндакаару до сих пор признается сенегальским государством в качестве традиционного политического авторитета лебу.
Работорговля была отменена Францией в феврале 1794 года. Однако Наполеон восстановил ее в мае 1802 года, а затем окончательно отменил ее в марте 1815 года. Несмотря на приказ Наполеона, подпольная работорговля продолжалась в Горе до 1848 года, когда она была отменена на всей территории Франции. Чтобы заменить торговлю рабами, французы продвигали выращивание арахиса на материке. Когда торговля арахисом процветала, крошечный остров Горе, население которого выросло до 6000 жителей, оказался неэффективным в качестве порта. Торговцы из Горе решили переехать на материк, и в 1840 году в Рюфиске была основана фактория со складами.
Колониальными властями выделялись немалые средства на развитие инфраструктуры Дакара. Были улучшены портовые сооружения, вдоль побережья была проложена телеграфная линия до Сен-Луи, а в 1885 году была завершена железная дорога Дакар-Сен-Луи, после чего город стал важной базой для завоевания Западного Судана.
Горе, включая Дакар, был признан французской коммуной в 1872 году. Сам Дакар был отделен от Горе в качестве отдельной коммуны в 1887 году. Граждане города избрали своего мэра и муниципальный совет и смогли послать избранного представителя в Национальное собрание Франции. Дакар заменил Сен-Луи в качестве столицы Французской Западной Африки в 1902 году. Вторая крупная железная дорога, Дакар-Нигер, построенная в 1906—1923 гг, связала Дакар с Бамако и укрепила положение города во главе Французской Западной Африки. В 1929 году коммуна острова Горе, насчитывающая теперь всего несколько сотен жителей, была объединена с Дакаром.
Урбанизация в колониальный период была отмечена формами расовой и социальной сегрегации, часто касающейся здоровья и гигиены, которые по сей день определяют структуру города. После эпидемии чумы в 1914 году власти вытеснили большую часть африканского населения из старых кварталов, или «Плато», в новый квартал, называемый Медина, отделенный «санитарным кордоном». Как первые поселенцы земли, жители лебу успешно противостояли этой экспроприации. Их поддержал Блез Диань, первый африканец, избранный депутатом Национального собрания. Тем не менее, впоследствии Плато стало административным, коммерческим и жилым районом, который выделен для европейцев и служил моделью для подобных административных анклавов в других колониальных столицах Французской Африки (Бамако, Конакри, Абиджан, Браззавиль). Позднее урбанизация распространилась на восток за Пикин, пригород, население которого (по оценке 2001 г. около 1 200 000 человек) было больше, чем в собственно Дакаре, до Рюфиска, создавая мегаполис с населением почти 3 миллиона человек (более четверти населения страны).
В период своего колониального расцвета Дакар был одним из крупнейших городов Французской империи, сопоставимым с Ханоем или Бейрутом. Французские торговые фирмы открывали там филиалы, благодаря наличию порта и железнодорожного узла город привлекал многочисленные инвестиции в промышленность (заводы, пивоварни, нефтеперерабатывающие, консервные заводы). Это было также стратегически важно для Франции, которая содержала важную военно-морскую базу и угольную станцию в гавани и использовала Дакар в качестве узла для ВВС и авиапочты (легендарный аэродром Мермоз, ныне не существующий).
В 1940 году Дакар оказался вовлечен во Вторую мировую войну, когда генерал де Голль, лидер «Свободной Франции», попытался сделать город базой для своих операций сопротивления. Цель состояла в том, чтобы поднять флаг Свободной Франции в Западной Африке, занять Дакар и, таким образом, начать консолидировать французское сопротивление в африканских колониях. План предполагал поддержку британского флота. Однако из-за задержек и обнародования плана Дакар уже попал под влияние контролируемого Германией правительства Виши. Де Голль полагал, что сможет убедить французские силы в Дакаре присоединиться к антигитлеровской коалиции, однако при попытке высадки силы «Свободной Франции» и британского флота столкнулись с упорным сопротивлением и у побережья началась трехдневная битва за Дакар, продолжавшаяся 23—25 сентября 1940 года. Операция была прекращена после значительных потерь, понесенных британским флотом. Хотя инициатива по Дакару провалилась, генерал де Голль смог обосноваться в Дуале в Камеруне, который и стал точкой сосредоточения сил сопротивления.
В ноябре 1944 года западноафриканские призывники французской армии подняли мятеж против плохих условий в лагере Тиаройе на окраине города. Мятеж рассматривался как обвинение колониальной системы и стал водоразделом для национального движения.
Дакар был столицей недолговечной Федерации Мали с 1959 по 1960 год, после чего стал столицей Сенегала. Поэт, философ и первый президент Сенегала Леопольд Седар Сенгор попытался превратить Дакар в «Афины, расположенные к югу от Сахары» (l’Athènes de l’Afrique subsaharienne).
Ныне Дакар — крупный финансовый центр, в котором находятся представительства десятков национальных и региональных банков (включая BCEAO, который управляет франком КФА), а также многочисленных международных организаций, НПО и международные исследовательские центры. В Дакаре проживает большая община ливанцев (сосредоточенная в секторе импорта-экспорта), происхождение которой восходит к 1920-м годам, сообщество марокканских бизнесменов, а также общины мавританцев, жителей Кабо-Верде и Гвинеи. В городе проживает до 20 000 французских эмигрантов. Франция по-прежнему имеет военно-воздушную базу в Йоффе, а французский флот обслуживается в порту Дакара.
С 1978 по 2007 год «Дакар» часто был конечной точкой ралли «Дакар».

## География и климат
Климат субэкваториальный, сильно засушливый, с коротким сезоном дождей и длительным сухим сезоном. Сезон дождей длится с июля по октябрь, а сухой сезон с ноября по июнь. В Дакаре выпадает приблизительно 395 мм осадков в год, все — в течение сезона дождей, в сухой сезон осадки чрезвычайно редки.
Температуры в Дакаре ниже, чем в других африканских городах на аналогичной широте, и лишь в сентябре-октябре достигают немногим более 30 °C. При небольшом количестве осадков влажность круглый год держится на высоком уровне, даже в сухой сезон, когда осадков не бывает. Особый микроклимат города по сравнению с остальной Западной Африкой вызван тем, что он круглый год охлаждается морским бризом.
| Показатель                    | Янв. | Фев. | Март | Апр. | Май  | Июнь | Июль | Авг.  | Сен.  | Окт. | Нояб. | Дек. | Год   |
| ----------------------------- | ---- | ---- | ---- | ---- | ---- | ---- | ---- | ----- | ----- | ---- | ----- | ---- | ----- |
| Абсолютный максимум, °C       | 39,6 | 38,7 | 40,4 | 38,4 | 36,2 | 36,6 | 36,9 | 35,0  | 36,2  | 39,3 | 40,3  | 39,5 | 40,4  |
| Средний суточный максимум, °C | 25,3 | 25,2 | 25,4 | 25,0 | 26,0 | 28,6 | 30,0 | 30,3  | 30,7  | 31,0 | 29,8  | 27,4 | 27,9  |
| Средняя температура, °C       | 20,9 | 20,6 | 21,1 | 21,5 | 22,8 | 25,6 | 27,2 | 27,5  | 27,7  | 27,7 | 25,9  | 23,4 | 26,4  |
| Средний суточный минимум, °C  | 18,3 | 18,0 | 18,5 | 19,2 | 20,7 | 23,5 | 25,1 | 25,3  | 25,2  | 25,3 | 23,3  | 21,0 | 23,8  |
| Абсолютный минимум, °C        | 11,0 | 10,7 | 10,9 | 14,0 | 15,4 | 17,0 | 17,2 | 20,0  | 20,0  | 17,2 | 17,0  | 12,4 | 10,7  |
| Норма осадков, мм             | 1,0  | 2,0  | 0,3  | 0,0  | 0,1  | 14,0 | 51,0 | 154,0 | 133,0 | 26,0 | 0,2   | 1,0  | 382,0 |
| Источник: Погода и климат     |      |      |      |      |      |      |      |       |       |      |       |      |       |

## Достопримечательности
- Музей африканского искусства имени Теодора Моно — один из старейших музеев искусства в Западной Африке.
- Дакарская соборная мечеть — одна из самых главных мечетей Сенегала.
- Монумент африканского возрождения — высочайшая статуя в Африке.
- Колобан — крупнейший оптовый рынок одежды и обуви.

## Известные уроженцы
- Диоп, Папа Буба (1978—2020) — сенегальский футболист, игрок национальной сборной.
- Патрис Эвра — игрок футбольного клуба «Ювентус» и сборной Франции.
- Патрик Виейра — футболист.
- Паписс Сиссе — игрок футбольного клуба «Ньюкасл Юнайтед» и сборной Сенегала.
- Сулейман Дьявара — игрок футбольного клуба «Олимпик Марсель» и сборной Сенегала.
- Мусса Сов — игрок футбольного клуба «Фенербахче» и сборной Сенегала.
- Маме Диуф — игрок футбольного клуба «Сток Сити» и сборной Сенегала.
- Сулейман Камара — игрок футбольного клуба «Монпелье» и сборной Сенегала.
- Пап Диакате — игрок футбольного клуба «Гранада» и сборной Сенегала.
- Папа Гуйе — свободный агент, игрок сборной Сенегала.
- Эль-Хаджи Диуф — экс-игрок футбольного клуба «Лидс Юнайтед» и экс-игрок сборной Сенегала.
- Силла, Хади (1963—2013) — сенегальская писательница.
- Ба, Мариама (1929—1981) — сенегальская писательница.
- Уэйд, Мансур Сора — сенегальский кинорежиссёр.

## Города-побратимы
- Анн-Арбор, Мичиган (англ. Ann Arbor), США
- Баку (азерб. Bakı), Азербайджан

Мозаичное панно на площади Дакара в Баку с надписью «Дакар» «Баку» и «Города-побратимы» (Cités Unies)

- Вашингтон, Округ Колумбия (англ. Washington, D. C.), США (1980)
- Дуала (фр. Douala), Камерун
- Марсель (фр. Marseille), Франция
- Оран (фр. Oran), Алжир
- Тайбэй (кит. 臺北), Китайская Республика
- Милан (итал. Milano), Италия